# Olaf Wipperfürth
Olaf Wipperfürth (geboren am 4. Juni 1966 in Düsseldorf) ist ein deutscher Fotograf, der in den Bereichen Mode, Porträt und bildende Kunst arbeitet.

## Werdegang
Seit den 1990er Jahren lebt und arbeitet er in Paris. 1997 begann er seine Zusammenarbeit mit dem belgischen Designer Dries van Noten und arbeitete seitdem für internationale Magazine wie Vogue, Numéro, Interview und Rolling Stone sowie für Marken wie Dior, Louis Vuitton und Nike. Seine Arbeiten wurden international ausgestellt – darunter die Einzelausstellung Disko Bay im Museo Civico di Zoologia in Rom (2022), im Goethe-Institut KunstRaum (2022) im Rahmen der Rome Art Week und die Serie Interstate/s in der Remèdes Galerie während der PhotoDays in Paris (2024). Er ist in der öffentlichen Sammlung des CNAP – Centre National des Arts Plastiques vertreten.

## Leben und Werk
Olaf Wipperfürth studierte Philosophie und Kunstgeschichte an den Universitäten Duisburg und Düsseldorf mit Schwerpunkt auf zeitgenössischer Ästhetik. 1999 promovierte er an der Universität Duisburg mit einer Dissertation zum Thema Der ästhetische Restwert: Bemerkungen zu einer Ästhetik des Augenblicks.
1994 zog er nach Paris, wo er zunächst als Mode- und Porträtfotograf tätig war. 1997 begann er seine langjährige Zusammenarbeit mit Dries Van Noten und veröffentlichte fotografische Arbeiten unter anderem im The Fashion Book, im Ausstellungskatalog Dries Van Noten (Les Arts Décoratifs) sowie in Dries van Noten - 100 collections. Seine Fotografie erschien in internationalen Modemagazinen wie Vogue, Interview, GQ und Kampagnen für Dior, Balmain, Kenzo, Chaumet, Nike und anderen. Für das FAZ-Magazin fotografierte er redaktionelle Strecken, darunter: Fabrik der Moderne und Die Zehner Jahre (2019).
Wipperfürth porträtierte zahlreiche Persönlichkeiten des öffentlichen Lebens, darunter Jane Birkin, David Beckham, Jon Kortajarena, Devon Aoki, Stephen Dorff, Tony Ward, Ralph Herforth, Gaël Monfils und Katja Riemann.
Zu seinen frühen Projekten zählen Glas – Quadratur (1996), ein Fotobuch aus dem Rotlichtviertel von Amsterdam, sowie die Serie Windowblack und die Videoinstallation Aquarium ausgestellt in Paris (2004).
Seit 2020 verlagert sich seine Praxis zunehmend auf Mixed Media, wobei er Fotografie mit Malerei, Zeichnung und Installation verbindet. Das Projekt Disko Bay (2019–2022), entstanden während eines Künstleraufenthalts in Ilulissat, Grönland, thematisiert den Klimawandel. In einem Interview mit Mia Le Journal (2025) sagte er, er fotografiere „Erinnerung, Zeit und Abwesenheit“ und verwische die Grenzen zwischen Dokumentation und Fiktion.

## Ausstellungen (Auswahl)

### Einzelausstellungen
- Interstate/s – Remèdes Galerie, Paris, PhotoDays (2024)[15][16]
- Disko Bay – Museo Civico di Zoologia, Rom (2022)[17]
- Disko Bay – KunstRaum, Goethe-Institut Rom, Rome Art Week (2022)[18][19]
- Any Human Heart – Pin Up Studios, Paris (2018)[20]
- Windowblack + Aquarium (Videoprojektion), NoGood Gallery, Paris (2004)

### Gruppenausstellungen
- Beauty in the 21st Century: Traumfrauen, Deichtorhallen, Hamburg (2008)[21]

## Auszeichnungen
- 2025 – ReFocus Awards Black & White, Honorable Mention für Prelude[22]
- 2020 – Finalist, COCA20 – Center of Contemporary Artists[23]
- 2018 – TIFA, Honorable Mention – Shift[24]
- 2018 – PX3 (Prix de la Photographie, Paris) – The Mud Cycle[25]
- 2018 – Monovisions Awards – The Mud Cycle[26]
- 2017 – International Photographer of the Year, Honorable Mention – The Mud Cycle[27]

## Publikationen
- Interstate/s - Austellungskatalog, Rémedes Galerie, Paris, 11.10.–19.12.2024, limitierte Auflage
- Disko Bay - Austellungskatalog, Museo Civico di Zoologia, Rome, 12.7.–25.9.2022, limitierte Auflage
- Glas. In: Sinnlichkeit (=Quadratur 2,1. 2000.) ISBN 3-9806677-2-3. (DNB)
- L’intérieur – 24 Poses. ISBN 2-84779-005-5
- Oceanic Art. Text von A.J.P. Meyer. Könemann, ISBN 3-89508-080-2
- Dries van Noten – 100 collections. 2017, Lannoo, ISBN 978-94-014-4612-9
- The Fashion Book – Dries van Noten. Phaidon, ISBN 0-7148-3808-X
- Dries Van Noten. Les Arts Décoratifs, ISBN 978-2-916914-48-0
- Beauty in the 21st Century. DuMont, ISBN 978-3-8321-9102-3
- L’Or blanc du Loch Ness. Text von Hervé Jaouen. Gallimard, ISBN 2-07-050497-2